# 신도항 (사천시)
신도항은 경상남도 사천시 늑도동, 신도 섬에 있는 어항이다. 2002년 10월 18일 어촌정주어항으로 지정되었다. 시설관리자는 사천시장이다.

## 어항 구역
본 항의 어항구역은 다음과 같다
- 수역: 4,200m2 (사천시 늑도동 557-1(제) 일원)
- 육역: 9,800m2

## 어항 시설
- 방파제 116m, 선착장 44m, 물량장 60m

## 주요 어종
- 볼락, 감성돔, 쥐노래미, 바지락